# دیوانه از قفس پرید
پرواز برفراز آشیانهٔ فاخته (به انگلیسی: One Flew Over the Cuckoo's Nest) که در ایران به نام دیوانه از قفس پرید معروف است، فیلمی آمریکایی در ژانر درام و روان شناسانه به کارگردانی میلوش فورمن و بازی جک نیکلسون است که در سال ۱۹۷۵ میلادی بر اساس رمانی به همین نام نوشته کن کیسی ساخته شده‌است.
فیلم‌برداری در ژانویه ۱۹۷۵ آغاز شد و سه ماه به طول انجامید، لوکیشن فیلم‌برداری در سیلم، اورگن و اطراف آن و همچنین دپ بای، اورگن در ساحل شمالی اورگن انجام شد. تهیه کنندگان تصمیم گرفتند که فیلم را در بیمارستان ایالتی اورگان، یک بیمارستان روانی واقعی فیلم‌برداری کنند، اگرچه ساختمان های اصلی که در فیلم دیده می شوند تخریب شده اند ولی هنوز این بیمارستان در حال فعالیت است. دیوانه از قفس پرید ۱۹ نوامبر سال ۱۹۷۵ اکران شد.

## داستان
در سال ۱۹۶۳، رندل پاتریک مک مورفی (جک نیکلسون) را به جرم داشتن رابطه جنسی با دختری پانزده ساله (که در ایالات متحده جرم سنگینی محسوب می‌شود) دستگیر می‌کنند. از آنجایی که احتمال می‌رود وی برای اجتناب از اعمال شاقه (کار سخت در دوران محکومیت) است که تمارض به داشتن بیماری روانی می‌کند، وی به حکم دادگاه برای بررسی وضعیت روانی‌اش به تیمارستان ایالتی فرستاده می‌شود.
اما مک مورفی در تیمارستان، با مقررات سخت تیمارستان که توسط زن سرپرستاری (پرستار راچد با بازی لوئیز فلچر) اعمال می‌شود مخالفت می‌کند و حتی یکبار به همراه سایر بیماران اقدام به فرار می‌کنند اما دوباره به بیمارستان روانی برگردانده می‌شوند. این مخالفت‌ها باعث دشمنی سرپرستار با وی می‌گردد و پس از جدالی بین مک مورفی و برخی از دوستانش با سرپرستار، جدال کنندگان را به بخشی می‌فرستند که به آن‌ها شوک الکتریکی وارد می‌شود. بعد از وارد کردن شوک الکتریکی به سر او وی در تصمیمش برای فرار مجدد مصمم تر می‌شود. در سکانسهای پایانی داستان طی اتفاقاتی، یکی از بیماران خودکشی کرده و به خاطر نقش سرپرستار در خودکشی وی، مک مورفی به قصد خفه کردن و کشتن سر پرستار به وی حمله می‌کند اما با دخالت یکی از کارمندان مرد تیمارستان، سرپرستار در ثانیه‌های پایانی از مرگ نجات پیدا می‌کند. در نتیجهٔ این اقدام غیرقابل گذشت وی را با لوبوتومی (برداشتن تکه‌ای از مغز) به موجودی تبدیل می‌کنند که دیگر خودش نیست و زندگی نباتی پیدا کرده‌است. در پایان مشخص می‌شود فرد وعده داده شدهٔ داستان (دیوانه‌ای که از تیمارستان روانی فرار می‌کند) مک مورفی نبوده بلکه…

## نام فیلم
ترجمهٔ واژه به واژه نام فیلم به فارسی «یکی از روی آشیانه فاخته پرید» است که با توجه به این که "Cuckoo's Nest" یا "آشیانهٔ فاخته" در زبان انگلیسی کنایه‌ای است به معنای بیمارستان روانی، نام آن دیوانه از قفس پرید ترجمه شده‌است. هرچند که رمان آن اولین بار با نام پرواز بر فراز آشیانه فاخته ترجمه شده‌است و تا به امروز کتاب با نام اول، و فیلم با نام دوم مشهور هستند.
همچنین این نام بخشی از یک از شعر کودکانه است:
Wire, briar, limber-lock
Three geese in a flock
One flew east, one flew west
And one flew over the cuckoo's nest. 
در کتاب، شخصیت سرخ‌پوست، این ترانه را از کودکی خود به یاد می‌آورده‌است. با وجودی که این بخش در فیلم‌نامه نیامده، هنوز عنوان فیلم وجه تسمیه خود را حفظ کرده‌است: دو نفر به دلایل مختلف مردند، و دیگری آزاد شد.

## بازیگران
- جک نیکلسون در نقش رندل مک مورفی
- لوئیز فلچر در نقش پرستار راچد
- ویل سمسون در نقش چیف بورمدن
- براد دوریف در نقش بیلی بیبیت
- سیدنی لاسیک در نقش چارلی چسویک
- کریستوفر لوید در نقش مکث تبر
- دنی دویتو در نقش مارتینی
- ویلیام ردفیلد در نقش دالی هاردینگ
- دین بروکس در نقش دکتر جان اسپیوی
- ویلیام دووال در نقش جیم سفلت
- وینسنت شیاولی در نقش بروس فریدکسون
- دلوس وی. اسمیت در نقش اسکانلن
- مایکل بریمن در نقش الیس
- ناتان جرج در نقش آتاندنت واشینگتن
- لن فندرز در نقش پرستار ایتسو
- میمی یرکیسیان در نقش پرستار پیلبو
- میوز اسمال در نقش کندی
- اسکاتمن کوروترس در نقش اردرلی ترکل
- لوئیزا مورتز در نقش رز
- کریستوفر کامپاگنا در نقش راکلی
- پیتر بروکو در نقش کلنل مترسون
- آلونزو براون در نقش میلر
- امواکو کومباکو در نقش وارن
- جوزیپ الیک در نقش بانکینی
- کن کندی در نقش بنز گارفیلد
- مل لامبرت در نقش رئیس مرکز
- کای لی در نقش سوپر وایزر شب
- دوایت مارفیلد در نقش السوورس
- فیلیپ راس در نقش وولسی
- تین ولچ در نقش راکلی
- میمی سارکیسیان در نقش پرستار پیلبو

## جوایز و افتخارات

### اسکار سال ۱۹۷۵
فیلم پرواز بر فراز آشیانه فاخته موفق به دریافت اسکار در تمام پنج رده اصلی جوایز (مشهور به بیگ فایو Big Five) در چهل و هشتمین دوره جوایز اسکار (مخصوص فیلمهای ساخته شده در ۱۹۷۵) شد:
- بهترین فیلم - سائول زانتز و مایکل داگلاس
- بهترین کارگردانی - میلوش فورمن
- بهترین بازیگر نقش اول مرد - جک نیکولسون
- بهترین بازیگر نقش اول زن - لوئیز فلچر
- بهترین فیلم‌نامه اقتباسی - بو گولدمن و لارنس هوبن

درکنار جوایز بالا، این فیلم نامزد (نه برنده) جایزه‌های زیر هم شد:
- بهترین بازیگر نقش مکمل مرد - براد دوریف
- بهترین فیلم‌برداری - بیل باتلر و هسکل وکسلر
- بهترین تدوین - شلدون کان، لینزی کلینگمن و ریچارد چیو
- بهترین موسیقی فیلم - جک نیچه

جوایز دیگر
- برنده گلدن گلوب بهترین فیلم درام
- برنده گلدن گلوب بهترین کارگردانی
- برنده گلدن گلوب بهترین بازیگر نقش اول مرد فیلم درام
- برنده گلدن گلوب بهترین فیلمنامه
- برنده بفتای بهترین فیلم (سی‌امین دوره جوایز بفتا)
- برنده بفتای بهترین کارگردانی (سی‌امین دوره جوایز بفتا)
- برنده بفتای بهترین بازیگر نقش اول مرد (سی‌امین دوره جوایز بفتا)
- برنده بفتای بهترین بازیگر نقش اول زن (سی‌امین دوره جوایز بفتا)
- برنده بفتای بهترین بازیگر نقش مکمل مرد

## پيوند به بیرون
- دیوانه از قفس پرید در بانک اطلاعات اینترنتی فیلم‌ها (IMDb)
- دیوانه از قفس پرید در راتن تومیتوز
- دیوانه از قفس پرید در پایگاه داده‌های فیلم تی‌سی‌ام